# Travička zelená
Travička zelená je vojenský pochod složený asi kolem roku 1937 sokolským skladatelem Jindřichem Harapátem. 

## Jindřich Harapát
Jindřich Harapát (26.11.1895 - 28.3.1975) ve svých dvaceti letech nastoupil jako kapelník střeleckého pluku 11., r. 1918 byl zajat a nastoupil do domobraneckých praporů 39 a 40 v Itálii. Po válce v Čechách vyučoval hudbu a dirigování a zároveň byl vedoucím Městského úřadu v Železném Brodě. Obdobně po druhé světové válce.

## Historie skladby
Travička zelená vyšla poprvé tiskem v roce 1938 jak pro dechovou hudbu, tak pro zpěv ve Vojenském zpěvníku (Vojenský ústav vědecký). „Zahajujeme sbírku vojenských pochodových písní sešitem, obsahujícím řadu písní, které byly v soutěži, pořádané r. 1937 ministerstvem národní obrany, uznány za nejlepší, kromě toho je tu i několik jiných písní, získaných mimo tuto soutěž. Při posuzování bylo dbáno především toho, aby byly zajímavé, zpěvné, nepříliš těžké, energické a po textové stránce veselé i povzbuzující.  Je to první pokus o naší československou vojenskou píseň. Podobné soutěže míní ministerstvo národní obrany příležitostně opakovat.“ Během druhé světové války si ji oblíbili vojáci na Středním Východě a byl zároveň pochodem čs. voj. jednotky v SSSR. Při osvobozování v květnu 1945 jí byla vítána čs. obrněná brigáda v Plzni a pravidelně je zpívána u hrobu generála Karla Klapálka na Olšanech.
Vojenské písničky byly samozřejmě skládané i mimo soutěže například Karlem Hašlerem, Karlem Vackem a mnohými jinými profesionálními i amatérskými autory.

## Úpravy
Skladba existuje v úpravách pro dechový orchestr, zpěvní hlas, akordeon, 2 flétny a samozřejmě i ve vojenské trojhlasné úpravě, která vyšla v uvedeném vojenském zpěvníku. Harmonie a melodie se v nich místy různí.
V současné době existuje nahrávka ÚH AČR v nové úpravě pro dechovou hudbu na CD Vojenské ceremoniály (pouze ke služebním účelům AČR).